# Кјосуке Тагава
Кјосуке Тагава (јап. 田川 亨介; 11. фебруар 1999) јапански је фудбалер.

## Репрезентација
За репрезентацију Јапана дебитовао је 2019. године. За национални тим одиграо је 2 утакмице и постигао 1 гол.

## Статистика
| Јапан  | Јапан | Јапан |
| Год.   | Ута.  | Гол.  |
| ------ | ----- | ----- |
| 2019   | 2     | 1     |
| Укупно | 2     | 1     |